# Rafael Montesinos
Rafael Montesinos Martínez (Sevilla, 30 de septiembre de 1920-Madrid, 4 de marzo de 2005) fue un poeta español.

## Biografía
Aunque nacido en Andalucía, Montesinos vivió en Madrid desde 1941, donde publicaría sus primeros poemas dos años después, en las revistas «Garcilaso», «Espadaña» e «Ínsula», antes de empezar a escribir para revistas extranjeras. Durante la guerra civil española se alistó voluntario al Tercio de Requetés Virgen de los Reyes de Sevilla, combatiendo en el bando sublevado. Ganó el Premio Ateneo de Madrid de 1943, el Premio Ciudad de Sevilla de 1957 y el Premio Nacional de Ensayo de 1977 por Bécquer, biografía e imagen. Montesinos es Hijo Predilecto de Andalucía.

## La Tertulia Literaria Hispanoamericana (desde 2005 "Rafael Montesinos")
El nombre de Rafael Montesinos es inseparable de la Tertulia Literaria Hispanoamericana, que dirigió desde 1952 hasta muy pocos días antes de morir en marzo de 2005. A pesar de la denominación de "tertulia" es, por lo general, un poeta el encargado de ofrecer una lectura de su obra. Cabe destacar, que desde sus orígenes y a lo largo de su evolución bajo el patrocinio de distintas instituciones tanto del Régimen anterior como de la Democracia (Cultura Hispánica, Ministerio de Asuntos Exteriores y de Cooperación, en la actualidad), Rafael Montesinos supo dotarla de un carácter independiente desde el punto de vista estético, literario y político, sin otra orientación que la sola exigencia de calidad literaria, más allá de tendencias, reconocimientos o modas literarias. Este "espíritu" de Rafael Montesinos ha convertido la Tertulia Literaria Hispanoamericana en un lugar de referencia para la Historia de la poesía en lengua española de la segunda mitad del siglo XX. Con motivo del 40 Aniversario el propio Rafael Montesinos escribió una pequeña recapitulación titulada La memoria y el martes. En 2007 y con motivo de su 55 Aniversario se publicó en edición no venal 55 Años de la Tertulia Literaria Hispanoamericana Rafael Montesinos (1952-2007) (Ministerio de Asuntos Exteriores y Cooperación/ Editorial Mar Futura, Madrid, 2007) donde se recoge un "censo" de todos los autores tanto españoles como de Hispanoamérica que participaron en la tertulia desde sus orígenes. Tras la ausencia de su fundador sigue celebrándose, en 2010 ha cumplido su curso número 58. Su sede actual es el Colegio Mayor Nuestra Señora de Guadalupe (Avd. de Séneca, 4. Madrid) y tiene lugar cada martes.

## Obra poética
- Balada del amor primero, Garcilaso, Madrid, 1944
- Canciones perversas para una niña tonta, Garcilaso, Madrid, 1946
- El libro de las cosas perdidas, colección Halcón, Valladolid, 1946
- Las incredulidades, Ediciones Rialp, colección Adonais, Madrid, 1948
- Cuaderno de las últimas nostalgias, Neblí, Madrid, 1994
- País de la esperanza, colección Cantalapiedra, Santander, 1955
- La soledad y los días (Primera Antología de Poesía), Afrodisio Aguado, Madrid, 1956
- El tiempo en nuestros brazos, Ágora, Madrid, 1958 (Premio Ciudad de Sevilla y Premio Nacional de Literatura)
- Breve antología poética, La Muestra, Sevilla, 1962
- La verdad y otras dudas (seguido de la 3.ª antología poética), Cultura Hispánica, Madrid, 1967
- Cancionerillo de tipo tradicional, Pliegos Sueltos de la Estafeta, La Estafeta Literaria, Madrid, 1971
- Poesía 1944-1979 (4.ª antología poética), Plaza & Janés, Barcelona, 1979
- Último cuerpo de campanas, Calle del Aire, Sevilla, 1980
- De la niebla y sus nombres, Ediciones Hiperión, Madrid, 1985
- Antología poética 1944-1995. Notas de Rafael de Cózar. Edición Especial de la XVIII Feria del Libro de Sevilla, Diputación Provincial, 1995
- Con la pena cabal de la alegría, Libertarias-Prodhufi, Madrid 1996 (Premio Andalucía de la Crítica)
- Madrugada de Dios. Ed. Mundo Cofrade y Art & Press, Sevilla, 1998
- Antología poética, edición de José María Delgado y Carmelo Guillén Acosta, Ediciones Rialp, colección Adonáis, números 566-567,  Madrid, 2003
- La vanidad de la ceniza, Ediciones Vitruvio, Madrid, 2005

## Prosa
- Los años irreparables (prosas en memoria de la niñez). Ínsula, Madrid, 1952.
- Cuaderno de Alájar, Diputación Provincial, Huelva, 1988.
- La memoria y el martes (Cuarenta años de Tertulia Literaria Hispanoamericana) Edición no venal, Madrid, 1993.
- Amor a Carmona. Verso y Prosa. Edición no venal, Diputación Provincial, 1997.

## Ensayo
- Bécquer. Biografía e imagen Editorial RM, Barcelona, 1977 (Premio Nacional de Literatura 1977 y Premio Fastenrath 1979 de la Real Academia Española).
- La semana pasada murió Bécquer. Reflexiones en torno al "Libro de los gorriones", Ediciones 2000, Madrid, 1982 (vendido por suscripción).
- La semana pasada murió Bécquer, Edición aumentada respecto a la 1.ª, Editorial El Museo Universal, Madrid, 1992.

## Ediciones preparadas por el autor
- Poesía taurina contemporánea, Editorial RM, Barcelona, 1960.
- Suma taurina de Rafael Alberti. Editorial RM, Barcelona, 1963 (primer libro publicado de Alberti en España tras la guerra civil).
- Antonio Zarco, Col. Artistas Contemporáneos, Madrid, 1976.
- Primera antología poética de Aristides Pongilioni 1853-1865. Selección, introducción y notas de Rafael Montesinos, Col Dendrónoma, Sevilla, 1980.
- Rimas de Gustavo Adolfo Bécquer, edición, prólogo y notas de Rafael Montesinos, Cátedra, Madrid, 1995.